# Sylwester Bednarek

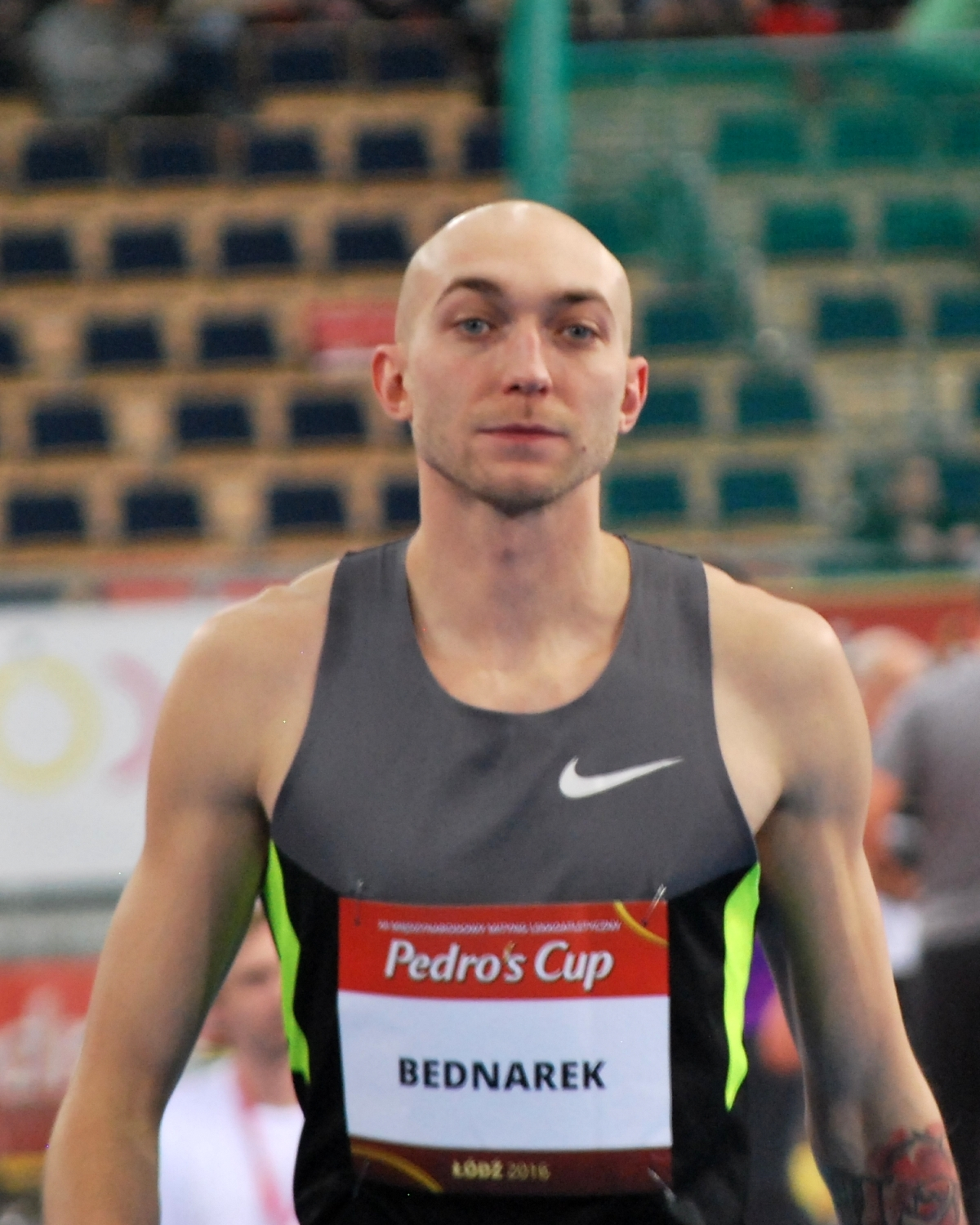
Sylwester Bednarek

Sylwester Bednarek, född 28 april 1989 i Głowno, är en polsk höjdhoppare.
Bednarek deltog i ungdoms-VM 2005 och slutade där fyra samt i junior-VM 2006 och 2008, där han blev sexa respektive tvåa. 2009 blev han U23-Europamästare. 
Hans genombrott på seniornivå kom vid Friidrotts-VM i Berlin 2009 då han överraskande tog bronsmedaljen på det nya personliga rekordet 2,32 meter.
Bednarek tävlar för RKS Łódź.
Bednarek är 1.96 cm lång och väger 70 kg.

## Personliga rekord
- Höjdhopp utomhus - 2,32 meter (21 augusti 2009 i Berlin)
- Höjdhopp inomhus - 2,30 meter (4 februari 2009 i Łódź)